# Antic Testament
L'Antic Testament (a vegades abreujat AT) és la primera divisió del cànon bíblic cristià, que es basa principalment en els 24 llibres de la Bíblia hebrea (o Tanakh), una col·lecció d'antigues escriptures religioses hebrees pels fills d'Israel creuen la majoria dels cristians i jueus religiosos són la Paraula sagrada de Déu. La segona divisió de les Bíblies cristianes és el Nou Testament, escrit en llengua grega koiné.
L'Antic Testament consta de molts llibres diferents de diversos autors produïts al llarg de segles. Els cristians tradicionalment divideixen l'Antic Testament en quatre seccions: (1) els primers cinc llibres o Pentateuc (Torà); (2) els llibres d'història que expliquen la història dels israelites, des de la seva conquesta de Canaan fins a la seva derrota i exili a Babilònia; (3) els llibres poètics i de «saviesa» que tracten, de diverses formes, qüestions del bé i del mal al món; i (4) els llibres dels profetes bíblics, que advertien de les conseqüències de desviar-se de Déu. Els llibres que componen el cànon de l'Antic Testament, així com el seu ordre i noms, difereixen entre les diverses branques del cristianisme: el cànon protestant més comú comprèn 39 llibres; el cànon catòlic en comprèn 46; els cànons de les esglésies ortodoxes orientals i ortodoxes orientals comprenen fins a 49 llibres.
Hi ha 39 llibres comuns a tots els cànons cristians. Corresponen als 24 llibres del Tanakh, amb algunes diferències d'ordre, i hi ha algunes diferències en el text. El nombre addicional reflecteix la divisió de diversos textos (Samuel, Reis, Cròniques, Ezra-Nehemies i els dotze profetes menors) en llibres separats de les bíblies cristianes. Els llibres que formen part de l'Antic Testament cristià però que no formen part del cànon hebreu de vegades es descriuen com a deuterocanònics. En general, les Bíblies protestants no inclouen els llibres deuterocanònics al seu cànon, sinó algunes versions de les bíblies anglicana i luterana situen aquests llibres en una secció separada anomenada Apòcrifs. Aquests llibres addicionals deriven en última instància de la anterior col·lecció Septuaginta grega de les escriptures hebrees i també són d'origen jueu. Alguns també estan inclosos als manuscrits de la mar Morta.

## Contingut
L'Antic Testament conté 39 llibres (protestants), 46 (catòlics) o més (ortodoxos i altres); que coincideixen amb els 24 llibres del Tanakh jueu), els quals van ser acceptats per les autoritats de l'església el segle iv. Estan dividits, molt àmpliament, en el Pentateuc (Torà), els llibres històrics, els llibres de la «Saviesa» i els profetes.
La taula següent utilitza les grafies i els noms presents en les edicions modernes de la Bíblia cristiana, com la Catòlica New American Bible Revised Edition i la Protestant Revised Standard Version i English Standard Version. L'ortografia i els noms de l'Antic Testament de Douay de 1609–10 (i del Nou Testament de Reims de 1582) i de la revisió de 1749 de Bishop Challoner (l'edició actualment impresa utilitzada per molts catòlics i la font de les grafies tradicionals catòliques en anglès) i en la Septuaginta difereixen de les grafies i noms utilitzats en les edicions modernes que es deriven del text masorètic hebreu.
Per al cànon ortodox, els títols de Septuaginta es proporcionen entre parèntesis quan difereixen d'aquestes edicions. Per al cànon catòlic, els títols douaics es proporcionen entre parèntesis quan difereixen de les edicions anteriors. De la mateixa manera, la versió del rei Jaume fa referència a alguns d'aquests llibres per l'ortografia tradicional quan es refereix a ells al Nou Testament..
En l'esperit de l'ecumenisme, les traduccions catòliques més recents (per exemple, la Nova Bíblia americana, la Bíblia de Jerusalem i les traduccions ecumèniques utilitzades pels catòlics, com ara la versió estàndard revisada Edició Catòlica) utilitzen les mateixes grafies i noms «normalitzats» que les Bíblies protestants (per exemple, 1 Cròniques en contraposició al Douaic 1 Paralipomenon, 1–2 Samuel i 1–2 Reis en lloc de 1–4 Reis) en aquells llibres que es consideren universalment canònics, els protocanònics.
El Talmud (el comentari jueu de les escriptures) a Bava Batra 14b dona un ordre diferent per als llibres de Nevi'im i Ketuvim. Aquesta ordre també se cita a la Mishneh Torah Hilchot Sefer Torah 7:15. L'ordre dels llibres de la Torà és universal a través de totes les confessions del judaisme i del cristianisme.
Els llibres en disputa, inclosos en un cànon però no en altres, sovint s'anomenen apòcrifs bíblics, un terme que de vegades s'utilitza específicament per descriure els llibres dels cànons catòlics i ortodoxos que estan absents del text masorètic jueu i de la majoria de les bíblies protestants modernes. Els catòlics, seguint el cànon de Trento (1546), descriuen aquests llibres com a deuterocanònics, mentre que els cristians ortodoxos grecs, seguint el sínode de Jerusalem (1672), fan servir el nom tradicional d'anagignoskomena, que significa “allò que s'ha de llegir”. Estan presents en algunes versions protestants històriques; la Bíblia alemanya de Luter incloïa aquests llibres, igual que la versió anglesa del Rei Jaume de 1611.
Les cel·les de taula buides indiquen que no hi ha cap llibre d'aquest cànon.
| Bíblia hebrea (Tanakh) (24 llibres) | Antic Testament protestant (39 llibres) | Antic Testament catòlic (46 llibres)      | Antic Testament Ortodox (49 llibres)      | Idioma original |
| ----------------------------------- | --------------------------------------- | ----------------------------------------- | ----------------------------------------- | --------------- |
| Torah (Law)                         | Pentateuc o els Cinc llibres de Moisès  | Pentateuc o els Cinc llibres de Moisès    | Pentateuc o els Cinc llibres de Moisès    |                 |
| Berexit                             | Gènesi                                  | Gènesi                                    | Gènesi                                    | Hebreu          |
| Xemot                               | Èxode                                   | Èxode                                     | Èxode                                     | Hebreu          |
| Vayikra                             | Levític                                 | Levític                                   | Levític                                   | Hebreu          |
| Bamidbar                            | Nombres                                 | Nombres                                   | Nombres                                   | Hebreu          |
| Devarim                             | Deuteronomi                             | Deuteronomi                               | Deuteronomi                               | Hebreu          |
| Nevi'im (Profetes)                  | Llibres històrics                       | Llibres històrics                         | Llibres històrics                         |                 |
| Iehoxuà                             | Josuè                                   | Joshua (Josue)                            | Joshua (Iesous)                           | Hebreu          |
| Xofetim                             | Jutges                                  | Jutges                                    | Jutges                                    | Hebreu          |
| Rut (Ruth)                          | Rut                                     | Rut                                       | Rut                                       | Hebreu          |
| Xemuel                              | Primer de Samuel                        | Primer de Samuel (1r dels Reis)           | Primer de Samuel (1r dels Regnes)         | Hebreu          |
| Xemuel                              | Segon de Samuel                         | Segon de Samuel (2n dels Reis)            | Segon de Samuel (2 dels Regnes)           | Hebreu          |
| Melakhim                            | Primer dels Reis                        | Primer dels Reis (3r dels Reis)           | Primer dels Reis (3r dels Regnes)         | Hebreu          |
| Melakhim                            | Segon dels Reis                         | Segon dels Reis (4t dels Reis)            | Segon dels Reis (4t dels Regnes)          | Hebreu          |
| Divrei Hayamim (Cròniques)          | Primer de les Cròniques                 | Primer de les Cròniques (1 Paralipomenon) | Primer de les Cròniques (1 Paralipomenon) | Hebreu          |
| Divrei Hayamim (Cròniques)          | Segon de les Cròniques                  | Segon de les Cròniques (2 Paralipomenon)  | Segon de les Cròniques (2 Paralipomenon)  | Hebreu          |
|                                     |                                         |                                           | Primer d'Esdres                           | Grec            |
| Ezra–Nehemiah                       | Esdres                                  | Esdres (1 Esdres)                         | Esdres (2 Esdras)                         | Hebreu i Arameu |
| Ezra–Nehemiah                       | Nehemies                                | Nehemies (2 Esdras)                       | Nehemies (2 Esdras)                       | Hebreu          |
|                                     |                                         | Tobies                                    | Tobies                                    | Arameu i Hebreu |
| Judit                               | Judit                                   | Hebreu                                    |                                           |                 |
| Ester (Esther)                      | Ester                                   | Ester                                     | Ester                                     | Hebreu          |
|                                     |                                         | Primer de Macabeus                        | Primer de Macabeus                        | Hebreu          |
| Segon de Macabeus                   | Segon de Macabeus                       | Grec                                      |                                           |                 |
|                                     | Tercer de Macabeus                      | Grec                                      |                                           |                 |
| Tercer d'Esdres                     | Grec                                    |                                           |                                           |                 |
| Quart de Macabeus                   | Grec                                    |                                           |                                           |                 |
| Ketuvim (Escrits)                   | Llibres sapiencials                     | Llibres sapiencials                       | Llibres sapiencials                       |                 |
| Iyov (Job)                          | Job                                     | Job                                       | Job                                       | Hebreu          |
| Salms (Psalms)                      | Salms                                   | Salms                                     | Salms                                     | Hebreu          |
|                                     |                                         |                                           | Pregària de Manasseh                      | Grec            |
| Mishlei (Proverbis)                 | Proverbis                               | Proverbis                                 | Proverbis                                 | Hebreu          |
| Qohelet (Eclesiastès)               | Eclesiastès                             | Eclesiastès                               | Eclesiastès                               | Hebreu          |
| Xir Haxirim (Càntic dels Càntics)   | Càntic de Salomó                        | Càntic dels Càntics                       | Càntic dels Càntics (Aisma Aismaton)      | Hebreu          |
|                                     |                                         | Saviesa                                   | Saviesa                                   | Grec            |
| Siràcida (Eclesiàstic)              | Siràcida                                | Hebreu                                    |                                           |                 |
| Nevi'im (Darrers profetes)          | Profetes majors                         | Profetes majors                           | Profetes majors                           |                 |
| Iexayahu                            | Isaïes                                  | Isaïes (Isaias)                           | Isaïes                                    | Hebreu          |
| Iirmeyahu                           | Jeremies                                | Jeremies                                  | Jeremies                                  | Hebreu          |
| Eikhah (Lamentacions)               | Lamentacions                            | Lamentacions                              | Lamentacions                              | Hebreu          |
|                                     |                                         | Baruc                                     | Baruc                                     | Hebreu          |
| Carta de Jeremies                   | Grec (visió majoritària)                | Baruc                                     |                                           |                 |
| Iekhezqel                           | Ezequiel                                | Ezequiel                                  | Ezequiel                                  | Hebreu          |
| Daniyyel (Daniel)                   | Daniel                                  | Daniel                                    | Daniel                                    | Arameu i Hebreu |
|                                     | Els Dotze profetes menors               |                                           |                                           |                 |
| Els Dotze o Trei Asar               | Osees                                   | Osees                                     | Osees                                     | Hebreu          |
| Els Dotze o Trei Asar               | Joel                                    | Joel                                      | Joel                                      | Hebreu          |
| Els Dotze o Trei Asar               | Amós                                    | Amós                                      | Amós                                      | Hebreu          |
| Els Dotze o Trei Asar               | Abdies                                  | Abdies (Obadiah)                          | Abdies                                    | Hebreu          |
| Els Dotze o Trei Asar               | Jonàs                                   | Jonàs                                     | Jonàs                                     | Hebreu          |
| Els Dotze o Trei Asar               | Miquees                                 | Miquees                                   | Miquees                                   | Hebreu          |
| Els Dotze o Trei Asar               | Nahum                                   | Nahum                                     | Nahum                                     | Hebreu          |
| Els Dotze o Trei Asar               | Habacuc                                 | Habacuc (Habakkuk)                        | Habacuc                                   | Hebreu          |
| Els Dotze o Trei Asar               | Sofonies                                | Sofonies (Zephaniah)                      | Sofonies                                  | Hebreu          |
| Els Dotze o Trei Asar               | Ageu                                    | Ageu (Haggai)                             | Ageu                                      | Hebreu          |
| Els Dotze o Trei Asar               | Zacaries                                | Zacaries (Zechariah)                      | Zacaries                                  | Hebreu          |
| Els Dotze o Trei Asar               | Malaquies                               | Malaquies (Malachi)                       | Malaquies                                 | Hebreu          |

Diversos llibres del cànon ortodox oriental també es troben a l'apèndix de la Vulgata llatina, antiga bíblia oficial de l'Església Catòlica Romana.
| Llibres a l'apèndix de la Vulgata             |                       |
| Nom a la Vulgata                              | Nom a l'ús ortodox    |
| Primer d'Esdres                               | Primer d'Esdres       |
| Quart d'Esdres                                | Segon llibre d'Esdres |
| Pregària de Manasseh                          | Pregària de Manasseh  |
| Salm de David quan va matar Goliat (Salm 151) | Salm 151              |

## Llibres perduts
Hi ha llibres mencionats l'Antic Testament com a part de la Bíblia però que no es conserven (o bé són falsos, hi ha disputa al seu voltant). Aquests són:
- Llibre de Jasher
- Llibre de les Guerres
- Llibre de Shemaiah
- Actes de Salomó
- Llibre de Nathan
- Annals del Rei David
- Actes de Samuel
- Llibre de Gad
- Profecia d'Ahijah
- Profecia d'Iddo
- Llibre de Jehu
- Actes d'Azarià
- Laments de Josia
- Cròniques del rei Ahasuerus

## Historicitat
Algunes de les històries del Pentateuc poden derivar-se de fonts més antigues. L'escriptor científic nord-americà Homer W. Smith assenyala similituds entre la creació segons el Gènesi i la de l'Epopeia de Guilgameix mesopotàmica, com la inclusió de la creació del primer home (Adam/Enkidu) al jardí de l'Edèn, un arbre del coneixement, un arbre de la vida i una serp enganyosa. Estudiosos com Andrew R. George assenyalen la similitud de la narrativa de les inundacions del Gènesi i del mite de les inundacions de Gilgamesh. Les similituds entre la història d'origen de Moisès i la de Sargon d'Accad van ser assenyalades pel psicoanalista Otto Rank el 1909 i popularitzades per escriptors posteriors, com H. G. Wells i Joseph Campbell. Wells concedeix a The Outline of History que «hi ha un creixent sabor de la realitat en la majoria dels» darrers llibres de l'Antic Testament, que descriuen les històries de David i Salomó d'Israel com a detallades amb «el fets més durs» només un escriptor gairebé contemporani probablement seria capaç de relatar. De la mateixa manera, Will Durant afirma a Our Oriental Heritage (1935):
| « | En els seus esbossos, i excepte els incidents sobrenaturals, la història dels jueus tal com es va desenvolupar a l'Antic Testament ha resistit la prova de la crítica i l'arqueologia; cada any s'afegeix corroboració a partir de documents, monuments o excavacions. ... Hem d'acceptar provisionalment el relat bíblic fins que es rebutgi. | » |

El 2007, un estudiós del judaisme, Lester L. Grabbe, va explicar que anteriors erudits bíblics com Julius Wellhausen (1844–1918) podrien ser descrits com a 'maximalistes', acceptant el text bíblic tret que hagi estat refutat. Continuant amb aquesta tradició, tant la «substancial historicitat» dels patriarques com la «conquesta unificada de la terra» van ser àmpliament acceptades als Estats Units fins a la dècada dels setanta. Contràriament, Grabbe diu que els que hi ha al seu camp ara «són tots minimalistes, almenys quan es tracta del període patriarcal i de l'assentament … [V] pocs estan disposats a operar [com a maximalistes]».

## Composició
Els primers cinc llibres —Gènesi, Èxode, Levític, Nombres i Deuteronomi— van assolir la seva forma actual en el període persa (538–332 aC), i els seus autors van ser l'elit dels retornats exiliats que controlaven el Temple en aquella època. Segueixen els llibres de Josuè, Jutges, Samuel i Reis, que formen una història d'Israel des de la Conquesta de Canaan fins al Setge de Jerusalem de 587 aC. Hi ha un ampli consens entre els estudiosos segons el qual aquestes es van originar com una obra única (l'anomenada «història deuteronomística») durant l'exili babilònic del segle vi aC.
Els dos llibres de Cròniques cobreixen el mateix material que el Pentateuc i la història deuteronomista i probablement daten del segle iv aC. Les cròniques i Esdres-Nehemies foren acabats probablement durant el segle iii aC. Els Antics Testaments catòlics i ortodoxos contenen dos (Antic Testament catòlic) a quatre (ortodoxos) llibres dels Macabeus, escrits entre el segle ii aC i el segle i aC.
Aquests llibres d'història constitueixen aproximadament la meitat del contingut total de l'Antic Testament. De la resta, els llibres dels diversos profetes —Isaïes, Jeremies i Ezequiel i els dotze «profetes menors»— van ser escrits entre els segle viii aC i el segle vi aC, amb les excepcions de Jonàs i Daniel, que es van escriure molt més tard. Els llibres de «Saviesa» (Job, Proverbis, Eclesiastès, Salms i el Càntic dels Càntics) tenen diverses dates: els refranys possiblement es van completar a l'època hel·lenística (332–198 aC), tot i que també contenien material molt més antic; Job seria finalitzatl segle vi aC; l'Eclesiastès al segle iii aC.

## Temes
Déu es representa constantment com qui va crear el món. Tot i que el Déu de l'Antic Testament no es presenta constantment com l'únic Déu que existeix, sempre es representa com l'únic Déu que Israel ha d'adorar, o l'únic «Déu veritable», que només Jahvè és Totpoderós, i tant jueus com cristians sempre han interpretat la Bíblia (tant el «Vell» com el «Nou» Testaments) com una afirmació de la unitat del Déu Totpoderós.
L'Antic Testament posa l'accent en la relació especial entre Déu i el seu poble escollit, Israel, però també inclou instruccions per als prosèlits. Aquesta relació s'expressa en el pacte bíblic (contracte) entre els dos, rebut per Moisès. Els codis de la llei de llibres com l'Èxode i, sobretot, el Deuteronomi són els termes del contracte: Israel jura fidelitat a Déu i Déu jura ser el protector i defensor especial d'Israel. La Jewish Study Bible nega que el pacte signifiqui contracte.
Altres temes de l'Antic Testament inclouen la salvació, la redempció, el judici diví, l'obediència i la desobediència, la fe i la fidelitat, entre d'altres. Al llarg de tot hi ha un fort èmfasi en l'ètica i la puresa ritual, cosa que Déu demana, tot i que alguns dels profetes i escriptors de la saviesa semblen qüestionar-ho, argumentant que Déu exigeix justícia social per sobre de la puresa i potser ni tan sols es preocupa per la puresa. El codi moral de l'Antic Testament imposa equitat, intervenció en nom dels vulnerables i el deure dels que tenen el poder d'administrar justícia amb justícia. Prohibeix l'assassinat, el suborn i la corrupció, el comerç enganyós i molts altres faltes sexuals. Tota moralitat es remunta a Déu, que és la font de tota bondat.
El problema del mal té un paper important a l'Antic Testament. El problema als quals es van enfrontar els autors de l'Antic Testament era que un bon Déu devia tenir motius justos per portar el desastre (significant, però no només, l'exili babilònic) sobre el seu poble. El tema es presenta, amb moltes variacions, en llibres tan diferents com les històries de Reis i Cròniques, els profetes com Ezequiel i Jeremies, i en els llibres de saviesa com Job i Eclesiastès.

## Formació

La interrelació entre diversos manuscrits antics significatius de l'Antic Testament, segons l'Enciclopèdia Bíblica (1903). Alguns manuscrits s'identifiquen pel seu siglum. LXX aquí indica la Septuaginta original.

El procés pel qual les escriptures es van convertir en cànons i bíblies va ser llarg, i la seva complexitat explica els molts Antics Testaments que existeixen actualment. Timothy H. Lim, professor de bíblia hebrea i judaisme del segon temple a la Universitat d'Edimburg, identifica l'Antic Testament com «una col·lecció de textos autoritzats d'origen aparentment diví que van passar per un procés humà d'escriptura i edició.» Afirma que no és un llibre màgic, ni va ser escrit literalment per Déu i va passar a la humanitat. Cap al segle v aC els jueus van veure els cinc llibres de la Torà (el Pentateuc de l'Antic Testament) com a autoritari; cap al segle ii aC els profetes tenien un estatus similar, tot i que sense el mateix nivell de respecte que la Torà; més enllà d'això, les escriptures jueves eren fluides, amb diferents grups que veien autoritat en diferents llibres.

### Grec
Els textos hebreus es van començar a traduir al grec a Alexandria cap al 280 i es van continuar fins al 130 aC aproximadament. Aquestes primeres traduccions gregues —suposadament encarregades per Ptolemeu II Filadelf— van rebre el nom de Septuaginta (llatí: «Setanta») a partir del suposat nombre de traductors implicats (d'aquí la seva abreviatura «LXX»). Aquesta Septuaginta continua sent la base de l'Antic Testament a l'Església Ortodoxa.
Varia en molts llocs del text masorètic i inclou nombrosos llibres que ja no es consideren canònics en algunes tradicions: 1 i 2 d'Esdres, Tobies, Judit, 3 i 4 dels Macabeus, el Saviesa, la Siràcida i Baruc. Les primeres crítiques bíbliques modernes típicament explicaven aquestes variacions com a corrupcions intencionals o ignorants per part dels erudits alexandrins, però els estudis més recents afirmen que simplement es basen en textos d'origen primerencs que difereixen dels que més tard van utilitzar els masoretes en el seu treball.
La Septuaginta va ser utilitzada originalment pels jueus hel·lenitzats, que coneixiem millor el grec que l'hebreu. Però els textos van ser utilitzats principalment per gentils convertits al cristianisme i per l'Església primitiva com a escriptura, essent el grec la lingua franca de l'Església primitiva. Els tres intèrprets més aclamats van ser Aquila de Sinop, Símac l'Ebionita i Teodoció; en el seu Hexapla, Orígenes va situar la seva edició del text hebreu al costat de la seva transcripció en lletres gregues i quatre traduccions paral·leles: Aquila, Símac, la Septuaginta i Theodotion. Les anomenades «cinquena» i «sisena edicions» van ser altres dues traduccions gregues suposadament descobertes miraculosament per estudiants fora de les ciutats de Jericó i Nicòpolis: aquestes es van afegir a l'Octapla d'Origen.
El 331 Constantí I va encarregar a Eusebi que lliurés cinquanta Bíblies per a l'Església de Constantinoble. Atanasi I de Constantinoble va contractar escribes alexandrins al voltant de 340 preparant Bíblies per a Constanç. Poc més se sap, tot i que hi ha moltes especulacions. Per exemple, s'especula que això pot haver motivat les llistes de cànons i que el Còdex Vaticanus i el Còdex Sinaiticus són exemples d'aquestes Bíblies. Juntament amb el Peshitta i el Còdex Alexandrinus, aquestes són les primeres bíblies cristianes existents. No hi ha proves entre els cànons del Primer Concili de Nicea sobre cap determinació sobre el cànon. No obstant això, Eusebi Jerònim Sofroni (347–420), en el seu Pròleg a Judit, afirma que el Llibre de Judit va ser «trobat pel Concili de Nicea per ser comptat entre el nombre de les Sagrades Escriptures».

### Llatí
Al cristianisme occidental o al cristianisme de la meitat occidental de l'imperi romà, el llatí havia desplaçat el grec com a llengua comuna dels primers cristians i, el 382 dC, el papa Damas I va encarregar a Eusebi Jerònim Sofroni, el principal erudit del moment, que fes una bíblia llatina actualitzada. per substituir el Vetus Llatina, que era una traducció al llatí de la Septuaginta. L'obra de Jeroni, anomenada Vulgata, era una traducció directa de l'hebreu, ja que defensava la superioritat dels textos hebreus en corregir la Septuaginta tant per raons filològiques com teològiques. El seu Antic Testament de la Vulgata es va convertir en la bíblia estàndard utilitzada a l'Església occidental, específicament com a Vulgata Sixto-Clementina, mentre que les Esglésies de l'Orient van continuar i continuen fent servir la Septuaginta.
Jeroni, no obstant això, als pròlegs de la Vulgata descriu algunes porcions de llibres de la Septuaginta que no es troben a la Bíblia hebrea com a no canònics (els va anomenar apòcrifs); per a Baruc, esmenta pel seu nom al seu Pròleg de Jeremies i assenyala que no es llegeix ni es manté entre els hebreus, però no ho diu explícitament apòcrif o «no al cànon». El Sínode d'Hipona (el 393), seguit pels concilis de Cartago del 397 i del 419, pot ser el primer concili que va acceptar explícitament el primer cànon que inclou els llibres que no apareixien a la Bíblia hebrea; els concilis estaven sota una influència significativa d'Agustí d'Hipona, que considerava el cànon ja tancat.

### Protestant
Al segle xvi, els reformadors protestants van fer costat a Jeroni; tot i que encara que la majoria de les Bíblies protestants només tenen aquells llibres que apareixen a la Bíblia hebrea, l'ordre és el de la Bíblia grega.
Llavors Roma va adoptar oficialment un cànon, el cànon de Trento, que es veu com a conseqüència dels concilis cartaginesos d'Agustí o del Concili de Roma, i inclou la majoria, però no tots, de la Septuaginta (3 Ezra i s'exclouen 3 i 4 macabeus); els anglicans després de la Guerra Civil Anglesa va adoptar una posició de compromís, la restauració dels 39 articles i mantenir els llibres addicionals que van ser exclosos per la Confessió de Fe de Westminster, però només per a l'estudi privat i de la lectura a les esglésies, mentre que els luterans els guardaven per a un estudi privat, reunits en un apèndix com apòcrifs bíblics.

### Altres versions
Tot i que les versions hebrea, grega i llatina de la Bíblia hebrea són els antics testaments més coneguts, n'hi va haver d'altres. Al mateix temps que es produïa la Septuaginta, es feien traduccions a l'arameu, la llengua dels jueus que vivien a Palestina i al Pròxim Orient i probablement a la llengua de Jesús: s'anomenen els Tàrgums arameus, a partir d'una paraula que significa «traducció», i s'utilitzaven per ajudar les congregacions jueves a entendre les seves escriptures.
Per als cristians arameus hi havia una traducció siríaca de la Bíblia hebrea anomenada «Peshitta», així com versions en copte (la llengua quotidiana d'Egipte en els primers segles cristians, descendent de l'antic egipci), etíop (per a l'ús a l'església etíop, una) de les esglésies cristianes més antigues), armènia (Armènia va ser la primera a adoptar el cristianisme com a religió oficial) i àrab.

## Teologia cristiana
El cristianisme es basa en la creença que el Jesús històric és també el Crist, com en la confessió de Pere. Aquesta creença es basa al seu torn en la comprensió jueva del significat del terme hebreu messies, que, com el grec «Crist», significa «ungit». A les Escriptures hebrees es descriu un rei ungit amb oli quan va accedir al tron: es converteix en «l'Ungit del Senyor» o l'Ungit de Jahvè. A l'època de Jesús, alguns jueus esperaven que un descendent de carn i ossos de David (el «Fill de David») arribés a establir un veritable regne jueu a Jerusalem, en lloc de la província romana.
Altres van subratllar el Fill de l'Home, una figura distintament d'un altre món que apareixeria com a jutge al final dels temps; i alguns van harmonitzar els dos esperant un regne messiànic d'aquest món que duraria un període determinat i que seria seguit per l'era de l'altre món o Món per venir. Alguns van pensar que el Messies ja era present, però que no era reconegut a causa dels pecats d'Israel; alguns van pensar que el Messies seria anunciat per un corredor davanter, probablement Elies (tal com va prometre el profeta Malaquies, el llibre del qual acaba ara amb l'Antic Testament i precedeix el relat de Marc sobre Joan Baptista). Cap va predir un Messies que pateix i mor pels pecats de tota la gent. Per tant, la història de la mort de Jesús va implicar un canvi profund de significat respecte a la tradició de l'Antic Testament.
El nom «Antic Testament» reflecteix la comprensió del cristianisme de si mateix com el compliment de la profecia de Jeremies sobre una Nova Aliança (que és similar al «testament» i sovint es combina) per substituir l'Aliança existent entre Déu i Israel (Jeremies 31:31) (Je 31:31). L'èmfasi, però, ha canviat de la comprensió del judaisme de l'aliança com un contracte basat en raça o tribal entre Déu i els jueus a un entre Déu i qualsevol persona de fe que estigui «en Crist».

## Llengües i traduccions
El judaisme utilitza el Tanakh també anomenat Bíblia Hebrea, que equival a l'Antic Testament i no reconeix els llibres del Nou Testament. El Tanakh està escrit gairebé tot en hebreu, encara que hi ha petites porcions en arameu.
La versió utilitzada pels primers cristians fou la Versió dels Setanta (Septuaginta), una traducció grega que els jueus de la Diàspora utilitzaven habitualment en aquella època.
L'Antic Testament cristià és bastant semblant al Tanakh hebreu, amb algunes diferències de contingut:
- Pentateuc (Torà)
- Profetes (Neviïm)
- Altres escrits i llibres de poesia anomenats sapiencials (Ketuvim)
- Llibres Deuterocanònics, considerats apòcrifs pel Protestantisme.

## Història
L'Església cristiana primitiva utilitzà la Septuaginta, la versió grega més antiga de la Bíblia, com a mínim, fins a mitjan segle iv. Fins aquell moment el grec va ser un dels principals idiomes de l'Imperi Romà i la llengua de l'Església a excepció del siríac utilitzat per la comunitat siriana en la Peshitta i l'Església etíop, que utilitzà l'idioma Geez). A més, els Pares de l'Església tendeixen a acceptar a Filó d'Alexandria en comptes de la Septuaginta.
Quan Sant Jeroni va fer la seva revisió de la Vetus Llatina al voltant de l'any 400 dC, va comparar la Septuaginta amb el text hebreu. I va arribar a la conclusió que el text hebreu era un millor testimoni de Crist que la Septuaginta. Ell va trencar amb la tradició de l'Església i va traduir l'Antic Testament de la seva Vulgata de l'hebreu en lloc del grec. La seva elecció va ser durament criticada per Sant Agustí, contemporani seu, i altres que consideraven a Jeroni com un falsari. Però amb el pas del temps, l'acceptació de la versió de Jeroni va augmentar gradualment a les esglésies de l'oest fins que va desplaçar a la Vetus Llatina de la Septuaginta.
El text hebreu difereix en alguns passatges, però els cristians prefereixen la Septuaginta perquè profetitza millor a Crist. Les Esglésies ortodoxes orientals utilitzen la Septuaginta com a base per a la traducció de l'Antic Testament a altres idiomes. L'Església Ortodoxa de Constantinoble, l'Església de Grècia i l'església ortodoxa xipriota la continuen utilitzant avui en la seva litúrgia.
Els Manuscrits de la mar Morta, en particular els escrits en arameu, es corresponen més fidels amb la Septuaginta que amb el text hebreu.

## Problemes en la lectura
- La lectura de l'Antic Testament no és senzill: presenta problemes lingüístics, culturals, històrics... que l'allunyen del lector. Aquesta diferència cultural fa perdre alguns matisos, perquè és un escrit de fa 25 segles compost amb mentalitat semita. L'autor bíblic té una comunitat concreta al davant, més o menys esmorteïda i desesperançada, i el que vol és envigorir l'esperança de la comunitat.
- Té un problema de fonamentalisme per la lectura literal dels seus texts, car poden provocar molts conflictes entre ciència i fe. El que és essencial no és la veritat científica, sinó el model de vida.
- El miracle és entès com a signe de la presència de Déu, no pas com a espectacle.
- L'anàlisi històrica perd tota la força del missatge: hi ha llibres plens d'errors històrics.